# Браун, Эдвин
Эдвин Л. Браун (англ. Edwin L. Brown; 6 апреля 1929, Ашвилл — 27 марта 2017, Ашвилл) — американский филолог.
В 1950 году окончил колледж в Хаверфорде, штат Пенсильвания, получив степень бакалавра по археологии. В 1950—1951 гг. стажировался в Американской школе классических исследований в Афинах, затем как сознательный отказчик в течение двух лет находился на альтернативной службе, после чего вернулся в Афины и в 1953—1954 гг. работал в службе размещения беженцев под патронатом Всемирного совета церквей. Далее поступил в аспирантуру Принстонского университета и в 1961 году защитил диссертацию, посвящённую поэзии Вергилия, издав её в 1963 в качестве монографии (англ. Numeri Vergiliani: Studies in Eclogues and Georgics). С этого времени и до выхода на пенсию в 1999 году преподавал в Университете Северной Каролины в Чапел-Хилле.
Среди ранних научных работ Брауна — серия статей по древнегреческой вазописи. Далее его научные интересы сместились в область древнегреческой ономастики, особенно его интересовали имена богов. В 1990-е гг. Браун занимался исследованием линейного письма А.